# I liga argentyńska w piłce nożnej (2012/2013)
Mistrzem Argentyny w sezonie 2012/13 został klub CA Vélez Sarsfield, natomiast wicemistrzem Argentyny został klub Newell’s Old Boys.
W sezonie 2012/13 mistrzostwa Argentyny rozegrano w nowym formacie. Najpierw rozegrano turniej Inicial, w którym zwyciężył klub CA Vélez Sarsfield, a następnie turniej Final wygrany przez klub Newell’s Old Boys. Zwycięzcy obu tych turniejów zmierzyli się w decydującym meczu o mistrzostwo Argentyny.
Do Copa Libertadores w roku 2013 zakwalifikowało się pięć klubów:
- Arsenal Sarandí Buenos Aires (mistrz turnieju Clausura 2011/12)
- Boca Juniors (drugi najwyższy w tabeli sumarycznej 2012)
- Newell’s Old Boys (najwyższy w tabeli sumarycznej 2012)
- CA Tigre (najlepszy klub argentyński w Copa Sudamericana 2012)
- CA Vélez Sarsfield (mistrz turnieju Inicial 2012/13)

Do Copa Sudamericana w roku 2013 zakwalifikowało się sześć klubów:
- Belgrano Córdoba (czwarty najlepszy w tabeli sumarycznej 2012/13)
- CA Lanús (pierwszy najlepszy w tabeli sumarycznej 2012/13)
- Racing Club de Avellaneda (trzeci najlepszy w tabeli sumarycznej 2012/13)
- River Plate (drugi najlepszy w tabeli sumarycznej 2012/13)
- San Lorenzo de Almagro (piąty najlepszy w tabeli sumarycznej 2012/13)
- CA Vélez Sarsfield (mistrz Argentyny 2012/13)

Do Copa Libertadores w roku 2014 zakwalifikowało się pięć klubów:
- Newell’s Old Boys (mistrz turnieju Final 2012/13)
- mistrz turnieju Inicial 2013/14
- 1. miejsce w tabeli sumarycznej 2013 roku
- 2. miejsce w tabeli sumarycznej 2013 roku
- najlepszy argentyński klub w Copa Sudamericana 2013

Tabela spadkowa zadecydowała o tym, które kluby spadną do drugiej ligi (Primera B Nacional). W sezonie 2012/13 nie było baraży, a bezpośrednio spadły kluby, które w tabeli spadkowej zajęły trzy ostatnie miejsca – San Martín San Juan, Independiente i Unión Santa Fe. Na ich miejsce awansowały trzy najlepsze drużyny z drugiej ligi – Rosario Central, Gimnasia y Esgrima La Plata i Olimpo Bahía Blanca.

## Torneo Inicial 2012/2013
Oficjalna nazwa turnieju: Torneo Inicial 2012/2013 "Eva Perón" – Copa Evita Capitana

### Kolejka 1
| Data            | Mecz |
| --------------- | --- |
| 3 sierpnia 2012 | Arsenal Sarandí Buenos Aires – Unión Santa Fe 1:0 Óscar Alejandro Limia 9s                                                                                             |
| 3 sierpnia 2012 | CA Vélez Sarsfield – Argentinos Juniors 3:0 Sebastián Enrique Domínguez 16, 27, Lucas Pratto 57                                                                        |
| 4 sierpnia 2012 | CA Colón – CA Lanús 1:0 Iván Diego Moreno y Fabianesi 37 |
| 4 sierpnia 2012 | Newell’s Old Boys – Independiente 0:0 |
| 4 sierpnia 2012 | CA Argentino de Quilmes – Boca Juniors 3:0 Martín Cauteruccio 12, 85, Pablo Sebastián Garnier 61                                                                       |
| 4 sierpnia 2012 | Racing Club de Avellaneda – Atlético Rafaela 1:1 Fernando Ortiz 12 – César Andrés Carignano 11                                                                         |
| 5 sierpnia 2012 | Godoy Cruz Antonio Tomba – CA All Boys 1:1 Arturo David Ramírez Torres 14k – Iván Emiliano Borghello 16 mecz rozegrany został na stadionie Estadio Malvinas Argentinas |
| 5 sierpnia 2012 | River Plate – Belgrano Córdoba 1:2 Manuel Lanzini 75 – Lucas Santiago Melano 44, César Alberto Carranza 46                                                             |
| 5 sierpnia 2012 | San Lorenzo de Almagro – San Martín San Juan 2:1 Leandro Romagnoli 17, Franco Jara 45 – Sebastián Ariel Penco 87                                                       |
| 6 sierpnia 2012 | CA Tigre – Estudiantes La Plata 1:2 Emmanuel Pío 45+3k – Maximiliano Ezequiel Núñez 4, Guido Marcelo Carrillo 88                                                       |

### Kolejka 2
| Data             | Mecz                                                                                       |
| ---------------- | ------------------------------------------------------------------------------------------ |
| 10 sierpnia 2012 | CA Lanús – Newell’s Old Boys 0:1 Mauricio Ezequiel Sperduti 11                             |
| 10 sierpnia 2012 | San Martín San Juan – CA Colón 0:1 Emmanuel Gigliotti 75                                   |
| 11 sierpnia 2012 | CA All Boys – CA Argentino de Quilmes 1:1 Ángel Vildozo 88 – Martín Cauteruccio 23         |
| 11 sierpnia 2012 | Belgrano Córdoba – San Lorenzo de Almagro Estadio Córdoba 0:0                              |
| 11 sierpnia 2012 | Estudiantes La Plata – River Plate 0:2 Rogelio Funes Mori 54, 67                           |
| 12 sierpnia 2012 | Argentinos Juniors – Racing Club de Avellaneda 0:2 Fernando Ortiz 48, Ricardo Centurión 89 |
| 12 sierpnia 2012 | Boca Juniors – CA Tigre 2:0 Cristian Manuel Chávez 61, Lucas Viatri 69                     |
| 12 sierpnia 2012 | Unión Santa Fe – Godoy Cruz Antonio Tomba 0:1 Nicolás Castro 71                            |
| 13 sierpnia 2012 | Atlético Rafaela – Arsenal Sarandí Buenos Aires 0:0                                        |
| 13 sierpnia 2012 | Independiente – CA Vélez Sarsfield 0:0                                                     |

### Kolejka 3
| Data             | Mecz |
| ---------------- | --- |
| 18 sierpnia 2012 | Boca Juniors – CA All Boys 3:1 Guillermo Burdisso 2, Santiago Silva 44, 47 – Iván Emiliano Borghello 15                                               |
| 18 sierpnia 2012 | CA Colón – Belgrano Córdoba 2:2 Facundo Nicolás Curuchet 29, Sergio Gonzalo Rodríguez 71s – Claudio Daniel Pérez 8k, César Alberto Carranza 12        |
| 18 sierpnia 2012 | San Lorenzo de Almagro – Estudiantes La Plata 0:1 Román Fernando Martínez 79                                                                          |
| 19 sierpnia 2012 | Godoy Cruz Antonio Tomba – Atlético Rafaela 2:0 Mauro Iván Óbolo 5, Emanuel Insúa 45+1 mecz rozegrany został na stadionie Estadio Malvinas Argentinas |
| 19 sierpnia 2012 | Racing Club de Avellaneda – Independiente 2:0 José Sand 30, 75                                                                                        |
| 19 sierpnia 2012 | CA Tigre – River Plate 2:3 Lucas Orbán 20, Diego Nadir Ftacla 60 – Daniel Villalva 11, Carlos Sánchez 16, Manuel Lanzini 46                           |
| 19 sierpnia 2012 | CA Vélez Sarsfield – CA Lanús 0:2 Mauricio Ernesto Pereyra 62, Víctor Hugo Ayala 82                                                                   |
| 20 sierpnia 2012 | Arsenal Sarandí Buenos Aires – Argentinos Juniors 2:2 Lisandro López 13, Darío Benedetto 74 – Diego Placente 52, Hugo Martín Nervo 72s                |
| 20 sierpnia 2012 | Newell’s Old Boys – San Martín San Juan 2:0 Marcos Cáceres 14, Ignacio Scocco 72                                                                      |
| 20 sierpnia 2012 | CA Argentino de Quilmes – Unión Santa Fe 2:1 Pablo Lima 32, Joel Carli 82 – Juan Pablo Avendaño 35                                                    |

### Kolejka 4
| Data             | Mecz |
| ---------------- | --- |
| 25 sierpnia 2012 | CA All Boys – CA Tigre 2:2 Iván Emiliano Borghello 11, Mauro Matos 70 – Martín Galmarini 57, Diego Nadir Ftacla 90+1     |
| 25 sierpnia 2012 | Argentinos Juniors – Godoy Cruz Antonio Tomba 2:1 Mauro Iván Óbolo 23, Leonel Jorge Núñez 33 – Diego Nahuel Sevillano 86 |
| 25 sierpnia 2012 | Independiente – Arsenal Sarandí Buenos Aires 0:2 Eduardo Nicolás Tuzzio 84s, Darío Benedetto 90+4                        |
| 25 sierpnia 2012 | Unión Santa Fe – Boca Juniors 1:2 Nicolás Correa 60 – Rolando Carlos Schiavi 19, Nicolás Blandi 88                       |
| 26 sierpnia 2012 | Atlético Rafaela – CA Argentino de Quilmes 1:1 Iván Mauricio Juárez 37 – Facundo Ignacio Diz 90+3                        |
| 26 sierpnia 2012 | Belgrano Córdoba – Newell’s Old Boys Estadio Córdoba 0:0                                                                 |
| 26 sierpnia 2012 | CA Lanús – Racing Club de Avellaneda 1:1 Gonzalo Rubén Castillejos 45k – Gabriel Hauche 67                               |
| 26 sierpnia 2012 | River Plate – San Lorenzo de Almagro 0:0                                                                                 |
| 26 sierpnia 2012 | San Martín San Juan – CA Vélez Sarsfield 0:3 Gino Peruzzi 35, Francisco Cerro 49, Federico Insúa 67                      |
| 27 sierpnia 2012 | Estudiantes La Plata – CA Colón 1:2 Guido Marcelo Carrillo 79 – Maximiliano Caire 32, Iván Diego Moreno y Fabianesi 86k  |

### Kolejka 5
| Data             | Mecz |
| ---------------- | --- |
| 31 sierpnia 2012 | CA All Boys – Unión Santa Fe 3:1 Martín Gerardo Morel 24, Juan Pablo Rodríguez 31, Iván Emiliano Borghello 50 – Matías Donnet 18           |
| 1 września 2012  | Newell’s Old Boys – Estudiantes La Plata 1:0 Ignacio Scocco 90+4                                                                           |
| 1 września 2012  | Arsenal Sarandí Buenos Aires – CA Lanús 1:0 Juan Pablo Caffa 47                                                                            |
| 1 września 2012  | CA Vélez Sarsfield – Belgrano Córdoba 2:1 Fabián Alberto Cubero 32, Sergio Gonzalo Rodríguez 71s – Martín Darío Zapata 33                  |
| 2 września 2012  | Boca Juniors – Atlético Rafaela 2:1 Lucas Viatri 25, 70 – Sebastián Carrera 66 mecz rozegrany został na stadionie klubu CA Vélez Sarsfield |
| 2 września 2012  | CA Colón – River Plate 1:1 Rubén Darío Ramírez 70 – Germán Alejandro Pezzella 89                                                           |
| 2 września 2012  | Godoy Cruz Antonio Tomba – Independiente Estadio Malvinas Argentinas 2:1 Arturo David Ramírez Torres 45, 90+3k – Cristián Alberto Tula 36  |
| 2 września 2012  | CA Tigre – San Lorenzo de Almagro 1:1 Diego Rafael Castaño 19 – Luis Bernardo Aguiar 24                                                    |
| 3 września 2012  | CA Argentino de Quilmes – Argentinos Juniors 0:1 Leandro Barrera 74                                                                        |
| 3 września 2012  | Racing Club de Avellaneda – San Martín San Juan 3:1 Luciano Vietto 40, 59, 70 – Claudio Riaño 48                                           |

### Kolejka 6
| Data             | Mecz |
| ---------------- | --- |
| 8 września 2012  | Atlético Rafaela – CA All Boys 2:1 Juan Eduardo Eluchans 10, Sebastián Hugo Grazzini 28 – Mauro Matos 84                                        |
| 8 września 2012  | Estudiantes La Plata – CA Vélez Sarsfield 0:0                                                                                                   |
| 8 września 2012  | San Lorenzo de Almagro – CA Colón 2:1 Julio Alberto Buffarini 27, Denis Stracqualursi 65 – Gerardo Alcoba 89                                    |
| 8 września 2012  | San Martín San Juan – Arsenal Sarandí Buenos Aires 4:0 Emanuel Matías Más 16, Mauro Bogado 31k, Humberto Osorio Botello 48, Jorge Luis Luna 75k |
| 9 września 2012  | Argentinos Juniors – Boca Juniors 1:1 Alejandro Rubén Capurro 27 – Pablo Ledesma 34k                                                            |
| 9 września 2012  | Belgrano Córdoba – Racing Club de Avellaneda 1:0 César Alberto Carranza 45+1 mecz rozegrany został na stadionie Estadio Córdoba                 |
| 9 września 2012  | Independiente – CA Argentino de Quilmes 1:1 Ernesto Farías 52 – Jacobo Mansilla 36                                                              |
| 9 września 2012  | River Plate – Newell’s Old Boys 3:3 David Trezeguet 20, Rodrigo Nicanor Mora 23, Rogelio Funes Mori 67 – Pablo Pérez 12, Ignacio Scocco 70k, 73 |
| 10 września 2012 | CA Lanús – Godoy Cruz Antonio Tomba 2:0 Mauricio Ernesto Pereyra 5, Paolo Goltz 54                                                              |
| 10 września 2012 | Unión Santa Fe – CA Tigre 1:1 Diego Alberto Galván 90+3 – Diego Nadir Ftacla 24                                                                 |

### Kolejka 7
| Data             | Mecz |
| ---------------- | --- |
| 15 września 2012 | CA All Boys – Argentinos Juniors 0:1 Juan Luis Anangonó 88                                                                                       |
| 15 września 2012 | Godoy Cruz Antonio Tomba – San Martín San Juan 1:0 Arturo David Ramírez Torres 27 mecz rozegrany został na stadionie Estadio Malvinas Argentinas |
| 15 września 2012 | Racing Club de Avellaneda – Estudiantes La Plata 0:1 Maximiliano Ezequiel Núñez 51                                                               |
| 15 września 2012 | CA Tigre – CA Colón 2:2 Ezequiel Carlos Maggiolo 18, Martín Galmarini 67 – Lucas Andrés Mugni 41, Rubén Darío Ramírez 58                         |
| 16 września 2012 | Arsenal Sarandí Buenos Aires – Belgrano Córdoba 0:2 Lucas Pittinari 45+2, Jorge Luis Velázquez 90+5                                              |
| 16 września 2012 | Boca Juniors – Independiente 2:1 Santiago Silva 27, Juan Manuel Sánchez Miño 47 – Matías Caruzzo 23s                                             |
| 16 września 2012 | Newell’s Old Boys – San Lorenzo de Almagro 1:0 Ignacio Scocco 82k                                                                                |
| 16 września 2012 | CA Vélez Sarsfield – River Plate 2:0 Lucas Pratto 20, Iván Bella 64                                                                              |
| 17 września 2012 | CA Argentino de Quilmes – CA Lanús 0:0 |
| 17 września 2012 | Unión Santa Fe – Atlético Rafaela 0:0 |

### Kolejka 8
| Data             | Mecz |
| ---------------- | --- |
| 21 września 2012 | Atlético Rafaela – CA Tigre 3:0 César Andrés Carignano 14k, Lucas Alfredo Bovaglio 76k, Cristián Adrián Machín 87                                                                             |
| 21 września 2012 | Belgrano Córdoba – Godoy Cruz Antonio Tomba 1:0 Claudio Daniel Pérez 72k |
| 22 września 2012 | Argentinos Juniors – Unión Santa Fe 3:3 Marcos Daniel Figueroa 18, 30, 55 – Diego Daniel Jara 52, Diego Francisco Barisone 83, Pablo Daniel Magnín 90+2                                       |
| 22 września 2012 | Independiente – CA All Boys 1:1 Ernesto Farías 84 – Iván Emiliano Borghello 68 |
| 22 września 2012 | San Lorenzo de Almagro – CA Vélez Sarsfield 1:2 Denis Stracqualursi 26 – Facundo Ferreyra 14, 65                                                                                              |
| 23 września 2012 | CA Colón – Newell’s Old Boys 1:2 Lucas Andrés Mugni 72 – Ignacio Scocco 13, Marcos Cáceres 61                                                                                                 |
| 23 września 2012 | River Plate – Racing Club de Avellaneda 0:1 Matías Cahais 70 |
| 23 września 2012 | San Martín San Juan – CA Argentino de Quilmes 4:0 Gastón Nicolás Caprari 8, Humberto Osorio Botello 12, Jorge Luis Luna 43, Sebastián Ariel Penco 80                                          |
| 23 września 2012 | CA Lanús – Boca Juniors 2:0 Mario Regueiro 33, Diego Hernán Váleri 88 |
| 24 września 2012 | Estudiantes La Plata – Arsenal Sarandí Buenos Aires 2:1 Lisandro López 23s, Román Fernando Martínez 64 – Carlos Carbonero 20 mecz rozegrany został na stadionie klubu CA Argentino de Quilmes |

### Kolejka 9
| Data             | Mecz |
| ---------------- | --- |
| 28 września 2012 | CA Argentino de Quilmes – Belgrano Córdoba 1:1 Martín Cauteruccio 63 – Guillermo Martín Farré 68                                                                                              |
| 29 września 2012 | CA All Boys – CA Lanús 2:1 Iván Emiliano Borghello 30, Ángel Vildozo 66k – Víctor Hugo Ayala 26                                                                                               |
| 29 września 2012 | Atlético Rafaela – Argentinos Juniors 5:3 César Andrés Carignano 7k, 37, 75, Fabricio Bautista Fontanini 58, 70 – Gaspar Emanuel Iñíguez 26, Marcos Daniel Figueroa 51, Juan Luis Anangonó 55 |
| 29 września 2012 | Godoy Cruz Antonio Tomba – Estudiantes La Plata 1:0 Mauro Iván Óbolo 67 mecz rozegrany został na stadionie Estadio Malvinas Argentinas                                                        |
| 29 września 2012 | Racing Club de Avellaneda – San Lorenzo de Almagro 4:0 Sebastián Saja 17k, Santiago Juan Gentiletti 49s, Javier Edgardo Cámpora 63, Gonzalo Sebastián Prósperi 78s                            |
| 30 września 2012 | Arsenal Sarandí Buenos Aires – River Plate 0:4 Leonardo Ponzio 41, Carlos Ariel Luna 70, Rogelio Funes Mori 81, 90+1                                                                          |
| 30 września 2012 | Boca Juniors – San Martín San Juan 1:1 Rolando Carlos Schiavi 45+1 – Mauro Bogado 34k |
| 30 września 2012 | CA Tigre – Newell’s Old Boys 0:0 |
| 30 września 2012 | Unión Santa Fe – Independiente 1:2 Federico Chiapello 73 – Ernesto Farías 29, 49 |
| 30 września 2012 | CA Vélez Sarsfield – CA Colón 2:4 Ariel Cabral 42, Lucas Pratto 80 – Emmanuel Gigliotti 6, 20, Jorge Achucarro 33, Facundo Nicolás Curuchet 87                                                |

### Kolejka 10
| Data                | Mecz |
| ------------------- | --- |
| 5 października 2012 | Argentinos Juniors – CA Tigre 0:0 |
| 5 października 2012 | CA Lanús – Unión Santa Fe 2:0 Silvio Romero 23, Mario Regueiro 76k |
| 6 października 2012 | Estudiantes La Plata – CA Argentino de Quilmes 2:1 Román Fernando Martínez 62, Duván Esteban Zapata 90+3 – Martín Cauteruccio 84                                                             |
| 6 października 2012 | San Lorenzo de Almagro – Arsenal Sarandí Buenos Aires 0:0 |
| 6 października 2012 | San Martín San Juan – CA All Boys 2:1 Humberto Osorio Botello 57, 72 – Mauro Matos 45 |
| 6 października 2012 | CA Colón – Racing Club de Avellaneda 0:1 Luciano Vietto 85 |
| 7 października 2012 | Belgrano Córdoba – Boca Juniors 3:1 Sergio Gonzalo Rodríguez 23, Víctor Marcelino Aquino 46, Guillermo Martín Farré 70 – Santiago Silva 4 mecz rozegrany został na stadionie Estadio Córdoba |
| 7 października 2012 | Independiente – Atlético Rafaela 2:0 Luciano Félix Leguizamón 12, Osmar Ferreyra 70 |
| 7 października 2012 | Newell’s Old Boys – CA Vélez Sarsfield 1:0 Maxi Rodríguez 1 |
| 7 października 2012 | River Plate – Godoy Cruz Antonio Tomba 5:0 Martín Sebastián Aguirre 9, Leonardo Ponzio 12, Carlos Sánchez 62, 76, Rodrigo Nicanor Mora 64                                                    |

### Kolejka 11
| Data                 | Mecz |
| -------------------- | --- |
| 19 października 2012 | Argentinos Juniors – Independiente 0:1 Julián Alberto Velázquez 67                                                   |
| 19 października 2012 | Arsenal Sarandí Buenos Aires – CA Colón 2:0 Lisandro López 45+1, Jorge Alberto Ortiz 90+3                            |
| 20 października 2012 | CA All Boys – Belgrano Córdoba 1:0 Mauro Matos 66                                                                    |
| 20 października 2012 | Godoy Cruz Antonio Tomba – San Lorenzo de Almagro 0:0 mecz rozegrany został na stadionie Estadio Malvinas Argentinas |
| 20 października 2012 | CA Tigre – CA Vélez Sarsfield 0:1 Ariel Cabral 84                                                                    |
| 20 października 2012 | Unión Santa Fe – San Martín San Juan 1:2 Lucas León Landa 90+1s – Mauro Bogado 38, Humberto Osorio Botello 45+3      |
| 21 października 2012 | Atlético Rafaela – CA Lanús 1:2 Sebastián Hugo Grazzini 77 – Paolo Goltz 40, Carlos Luciano Araujo 76                |
| 21 października 2012 | CA Argentino de Quilmes – River Plate 1:0 Martín Cauteruccio 60                                                      |
| 21 października 2012 | Racing Club de Avellaneda – Newell’s Old Boys 0:0                                                                    |
| 21 października 2012 | Boca Juniors – Estudiantes La Plata 0:0                                                                              |

### Kolejka 12
| Data                 | Mecz |
| -------------------- | --- |
| 27 października 2012 | Estudiantes La Plata – CA All Boys 0:1 Hernán Gustavo Grana 66                                                                                   |
| 27 października 2012 | Newell’s Old Boys – Arsenal Sarandí Buenos Aires 2:1 Ignacio Scocco 5, 24 – Carlos Carbonero 75                                                  |
| 27 października 2012 | San Lorenzo de Almagro – CA Argentino de Quilmes 2:2 Alan Nahuel Ruiz 26, Luis Bernardo Aguiar 29 – Martín Cauteruccio 13, Germán Mandarino 90+3 |
| 27 października 2012 | San Martín San Juan – Atlético Rafaela 1:2 Emanuel Matías Más 42 – Lucas León Landa 82s, Jonathan Yamil López 87                                 |
| 27 października 2012 | CA Vélez Sarsfield – Racing Club de Avellaneda 1:0 Lucas Pratto 16                                                                               |
| 28 października 2012 | Belgrano Córdoba – Unión Santa Fe 1:0 César Emmanuel Pereyra 68                                                                                  |
| 28 października 2012 | CA Lanús – Argentinos Juniors 1:0 Mario Regueiro 58                                                                                              |
| 28 października 2012 | River Plate – Boca Juniors 2:2 Leonardo Ponzio 2, Rodrigo Nicanor Mora 70 – Santiago Silva 76k, Walter Erviti 90+1                               |
| 29 października 2012 | CA Colón – Godoy Cruz Antonio Tomba 1:1 Emmanuel Gigliotti 70 – Mauro Iván Óbolo 19                                                              |
| 3 lutego 2012        | Independiente – CA Tigre 1:1 Martín Nicolás Benítez 69 – Rubén Botta 40                                                                          |

### Kolejka 13
| Data             | Mecz |
| ---------------- | --- |
| 2 listopada 2012 | Atlético Rafaela – Belgrano Córdoba 1:3 Lucas Alfredo Bovaglio 50 – Víctor Marcelino Aquino 35, Jorge Luis Velázquez 42, 49                             |
| 3 listopada 2012 | Argentinos Juniors – San Martín San Juan 1:1 Sebastián Navarro 50 – Mauro Bogado 56                                                                     |
| 3 listopada 2012 | Boca Juniors – San Lorenzo de Almagro 3:1 Leandro Paredes 5, 35, Rolando Carlos Schiavi 67 – Claudio Matías Mirabaje 8                                  |
| 3 listopada 2012 | Unión Santa Fe – Estudiantes La Plata 2:2 Diego Daniel Jara 48, Federico Chiapello 71 – Duván Esteban Zapata 10, Jonathan Cristian Schunke 61           |
| 3 listopada 2012 | Arsenal Sarandí Buenos Aires – CA Vélez Sarsfield 1:5 Nicolás Diego Aguirre 27 – Facundo Ferreyra 2, 65, Lucas Pratto 10, Fernando Tobio 52             |
| 4 listopada 2012 | CA All Boys – River Plate 0:0 |
| 4 listopada 2012 | Godoy Cruz Antonio Tomba – Newell’s Old Boys 1:1 Mauro Iván Óbolo 80 – Ignacio Scocco 11 mecz rozegrany został na stadionie Estadio Malvinas Argentinas |
| 4 listopada 2012 | CA Argentino de Quilmes – CA Colón 2:2 Juan Manuel Cobo 15, Ernesto Goñi 45+1 – Ernesto Goñi 89s, Emmanuel Gigliotti 90+1                               |
| 4 listopada 2012 | CA Tigre – Racing Club de Avellaneda 1:1 Alejandro César Donatti 89 – Bruno Zuculini 42                                                                 |
| 5 listopada 2012 | Independiente – CA Lanús 0:2 Silvio Romero 38, Gonzalo Rubén Castillejos 81                                                                             |

### Kolejka 14
| Data              | Mecz |
| ----------------- | --- |
| 9 listopada 2012  | Belgrano Córdoba – Argentinos Juniors 0:0                                                                                         |
| 9 listopada 2012  | Newell’s Old Boys – CA Argentino de Quilmes 0:0                                                                                   |
| 9 listopada 2012  | CA Vélez Sarsfield – Godoy Cruz Antonio Tomba 2:1 Facundo Ferreyra 23, 75 – Nicolás Castro 15                                     |
| 10 listopada 2012 | River Plate – Unión Santa Fe 2:0 Rodrigo Nicanor Mora 45, 70                                                                      |
| 10 listopada 2012 | San Lorenzo de Almagro – CA All Boys 4:0 Denis Stracqualursi 22k, 72, Walter Kannemann 62, Luis Bernardo Aguiar 88                |
| 10 listopada 2012 | Estudiantes La Plata – Atlético Rafaela 3:1 Duván Esteban Zapata 40k, 83, Román Fernando Martínez 71 – Óscar Matías Carniello 14  |
| 11 listopada 2012 | CA Colón – Boca Juniors 0:0 |
| 11 listopada 2012 | CA Lanús – CA Tigre 4:1 Guido Pizarro 19, Javier Hernán García 38s, Matías Fritzler 81, Silvio Romero 83 – Matías Pérez García 10 |
| 11 listopada 2012 | San Martín San Juan – Independiente 0:0                                                                                           |
| 11 listopada 2012 | Racing Club de Avellaneda – Arsenal Sarandí Buenos Aires 0:0                                                                      |

### Kolejka 15
| Data              | Mecz |
| ----------------- | --- |
| 13 listopada 2012 | Argentinos Juniors – Estudiantes La Plata 2:1 Pablo Barzola 18, Leonel Jorge Núñez 90+3 – Duván Esteban Zapata 59                                                                        |
| 13 listopada 2012 | Unión Santa Fe – San Lorenzo de Almagro 2:2 Andrés Franzoia 15, Bruno Félix Bianchi 45+1 – Denis Stracqualursi 10k, Fabián Bordagaray 49                                                 |
| 13 listopada 2012 | CA Argentino de Quilmes – CA Vélez Sarsfield 0:1 Facundo Ferreyra 57 |
| 14 listopada 2012 | CA All Boys – CA Colón 1:1 Juan Pablo Rodríguez 46 – Leonardo Sebastián Prediger 32 |
| 14 listopada 2012 | Independiente – Belgrano Córdoba mecz przerwany w 45 minucie przy stanie 0:1 – dokończony 28 listopada 2012                                                                              |
| 14 listopada 2012 | Atlético Rafaela – River Plate 0:0 |
| 15 listopada 2012 | Godoy Cruz Antonio Tomba – Racing Club de Avellaneda 0:1 Luciano Vietto 49 mecz rozegrany został na stadionie Estadio Malvinas Argentinas                                                |
| 15 listopada 2012 | CA Lanús – San Martín San Juan 2:1 Diego Hernán Váleri 33, Silvio Romero 41k – Francisco Arturo Alarcón 41                                                                               |
| 15 listopada 2012 | Boca Juniors – Newell’s Old Boys 0:0 |
| 15 listopada 2012 | CA Tigre – Arsenal Sarandí Buenos Aires 0:1 Lisandro López 38 |
| 28 listopada 2012 | Independiente – Belgrano Córdoba 1:2 Samuel Catalino Cáceres 59 – Jorge Luis Velázquez 42, Lucas Santiago Melano 85 dokończenie brakujących 45 minut meczu przerwanego 14 listopada 2012 |

### Kolejka 16
| Data              | Mecz |
| ----------------- | --- |
| 17 listopada 2012 | Estudiantes La Plata – Independiente 2:0 Duván Esteban Zapata 30, Guido Marcelo Carrillo 76k                                                      |
| 17 listopada 2012 | San Lorenzo de Almagro – Atlético Rafaela 1:0 Denis Stracqualursi 26                                                                              |
| 18 listopada 2012 | Arsenal Sarandí Buenos Aires – Godoy Cruz Antonio Tomba 3:0 Emilio José Zelaya 6, 81, Juan Pablo Caffa 77                                         |
| 18 listopada 2012 | CA Colón – Unión Santa Fe 2:0 Lucas Andrés Mugni 45+1, Emmanuel Gigliotti 71                                                                      |
| 18 listopada 2012 | Newell’s Old Boys – CA All Boys 1:2 Pablo Pérez 90+1 – Jonathan Ferrari 12, Mauro Matos 75k                                                       |
| 18 listopada 2012 | San Martín San Juan – CA Tigre 2:2 Humberto Osorio Botello 17, Gastón Nicolás Caprari 43 – Silvio Augusto González 66, Mariano Raúl Echeverría 69 |
| 18 listopada 2012 | CA Vélez Sarsfield – Boca Juniors 0:1 Santiago Silva 31                                                                                           |
| 19 listopada 2012 | Belgrano Córdoba – CA Lanús 0:2 Guido Pizarro 1, Diego González 90+5                                                                              |
| 19 listopada 2012 | Racing Club de Avellaneda – CA Argentino de Quilmes 4:0 Ricardo Centurión 33, Luis Carlos Fariña 40, 67, Martín Pérez Guedes 85                   |
| 19 listopada 2012 | River Plate – Argentinos Juniors 0:0 |

### Kolejka 17
| Data              | Mecz |
| ----------------- | --- |
| 24 listopada 2012 | Independiente – River Plate 2:2 Hernán Fredes 4, Leonel Galeano 71 – Jonathan Bottinelli 22, Carlos Sánchez 61                      |
| 24 listopada 2012 | San Martín San Juan – Belgrano Córdoba 1:1 Jorge Luis Luna 44 – Víctor Marcelino Aquino 32                                          |
| 24 listopada 2012 | Unión Santa Fe – Newell’s Old Boys 2:2 Diego Daniel Jara 23, Andrés Franzoia 34 – Martín Tonso 46, Ignacio Scocco 61                |
| 24 listopada 2012 | Argentinos Juniors – San Lorenzo de Almagro 1:2 Gustavo Oberman 70 – Denis Stracqualursi 14, Julio Alberto Buffarini 42             |
| 25 listopada 2012 | CA All Boys – CA Vélez Sarsfield 0:2 Lucas Pratto 87, Facundo Ferreyra 90+3                                                         |
| 25 listopada 2012 | Boca Juniors – Racing Club de Avellaneda 3:1 Matías Caruzzo 13, Leandro Paredes 38, 70 – Gabriel Hauche 84                          |
| 25 listopada 2012 | CA Lanús – Estudiantes La Plata 0:0                                                                                                 |
| 25 listopada 2012 | CA Tigre – Godoy Cruz Antonio Tomba 2:0 Silvio Augusto González 25, Rubén Botta 40                                                  |
| 26 listopada 2012 | Atlético Rafaela – CA Colón 2:0 Federico Rafael González 74, Óscar Matías Carniello 82                                              |
| 26 listopada 2012 | CA Argentino de Quilmes – Arsenal Sarandí Buenos Aires 1:2 Facundo Ignacio Diz 44 – Jorge Alberto Ortiz 21, Diego Luis Braghieri 24 |

### Kolejka 18
| Data           | Mecz |
| -------------- | --- |
| 1 grudnia 2012 | CA Colón – Argentinos Juniors 3:1 Emmanuel Gigliotti 26, 81, Iván Diego Moreno y Fabianesi 42 – Pablo Barzola 32k |
| 1 grudnia 2012 | Godoy Cruz Antonio Tomba – CA Argentino de Quilmes 0:0 mecz rozegrany został na stadionie Estadio Malvinas Argentinas |
| 1 grudnia 2012 | Racing Club de Avellaneda – CA All Boys 3:1 Luis Carlos Fariña 22, Mauro Camoranesi 29, Diego Nicolás Villar 88 – Fernando Sánchez 51 |
| 2 grudnia 2012 | Belgrano Córdoba – CA Tigre 1:0 César Emmanuel Pereyra 68 |
| 2 grudnia 2012 | River Plate – CA Lanús 1:0 Rodrigo Nicanor Mora 77 |
| 2 grudnia 2012 | San Lorenzo de Almagro – Independiente 2:1 Nicolás Bianchi Arce 18, Alan Nahuel Ruiz 48 – Osmar Ferreyra 9 |
| 2 grudnia 2012 | CA Vélez Sarsfield – Unión Santa Fe 2:0 Sędzia: Mauro Vigliano Bramki: 1:0 Facundo Ferreyra 49, 2:0 Facundo Ferreyra 85 Żółte kartki: – / Diego Francisco Barisone, Emanuel Moreno, Nicolás Bruna Club Atlético Vélez Sársfield: Sebastián Sosa – Fernando Tobio, Emiliano Papa, Fabián Alberto Cubero (kapitan), Francisco Cerro, Sebastián Enrique Domínguez, Facundo Ferreyra, Iván Bella (70 Gino Peruzzi), Lucas Pratto, Ariel Cabral (79 Lucas Daniel Romero), Federico Insúa (79 Jonathan Copete). Trener: Ricardo Gareca. Rezerwowi: Germán Montoya, Juan Ignacio Sills, Agustín Lionel Allione, Ezequiel Rescaldini. Club Atlético Unión: Martín Perafán – Diego Francisco Barisone (62 Emanuel Moreno), Mauro Ángel Maidana, Bruno Félix Bianchi, Matías Donnet, Nicolás Correa (kapitan), Diego Daniel Jara, Alejandro Pérez, Andrés Franzoia, Nicolás Bruna (73 Marcelo Sarmiento), Fausto Emanuel Montero (80 Federico Chiapello). Trener: Nery Pumpido. Rezerwowi: Óscar Alejandro Limia, Juan Pablo Avendaño, Pablo Míguez, Diego Alberto Galván. |
| 2 grudnia 2012 | Arsenal Sarandí Buenos Aires – Boca Juniors 1:0 Emilio José Zelaya 47 |
| 3 grudnia 2012 | Newell’s Old Boys – Atlético Rafaela 3:0 Fabián Miguel Muñoz 2, 47, Ignacio Scocco 85 |
| 3 grudnia 2012 | Estudiantes La Plata – San Martín San Juan 2:0 Carlos Daniel Auzqui 81, 90+3 |

### Kolejka 19
| Data           | Mecz |
| -------------- | --- |
| 7 grudnia 2012 | CA All Boys – Arsenal Sarandí Buenos Aires 0:1 Emilio José Zelaya 19                                                                   |
| 7 grudnia 2012 | Unión Santa Fe – Racing Club de Avellaneda 1:1 Nicolás Correa 70 – Adrián Ricardo Centurión 90+6                                       |
| 8 grudnia 2012 | Argentinos Juniors – Newell’s Old Boys 1:3 Juan Luis Anangonó 59 – Víctor Alberto Figueroa 20, Ignacio Scocco 34, 90+4                 |
| 8 grudnia 2012 | Atlético Rafaela – CA Vélez Sarsfield 0:3 Facundo Ferreyra 35, 87, Lucas Pratto 83                                                     |
| 8 grudnia 2012 | Belgrano Córdoba – Estudiantes La Plata 1:0 Claudio Daniel Pérez 88k mecz rozegrany został na stadionie Estadio Córdoba                |
| 8 grudnia 2012 | Boca Juniors – Godoy Cruz Antonio Tomba 2:1 Guillermo Matías Fernández 64, Nicolás Blandi 90+3 – Armando Cooper 60                     |
| 8 grudnia 2012 | CA Lanús – San Lorenzo de Almagro 0:0                                                                                                  |
| 9 grudnia 2012 | Independiente – CA Colón 2:2 Osmar Ferreyra 2, Ernesto Farías 64 – Emmanuel Gigliotti 48, 52                                           |
| 9 grudnia 2012 | San Martín San Juan – River Plate 0:2 Manuel Lanzini 59, Carlos Sánchez 65 mecz rozegrany został na stadionie Estadio del Bicentenario |
| 13 lutego 2012 | CA Argentino de Quilmes – CA Tigre 0:0                                                                                                 |

### Tabela końcowa Torneo Inicial 2012/2013
| Poz | Klub                         | Mecze | Zw | Rem | Por | Pkt | BrZd | BrStr |
| --- | ---------------------------- | ----- | -- | --- | --- | --- | ---- | ----- |
| 1   | CA Vélez Sarsfield           | 19    | 13 | 2   | 4   | 41  | 31   | 12    |
| 2   | Newell’s Old Boys            | 19    | 9  | 9   | 1   | 36  | 23   | 11    |
| 3   | Belgrano Córdoba             | 19    | 10 | 6   | 3   | 36  | 22   | 13    |
| 4   | CA Lanús                     | 19    | 10 | 4   | 5   | 34  | 23   | 10    |
| 5   | Racing Club de Avellaneda    | 19    | 9  | 6   | 4   | 33  | 26   | 12    |
| 6   | Boca Juniors                 | 19    | 9  | 6   | 4   | 33  | 25   | 20    |
| 7   | Arsenal Sarandí Buenos Aires | 19    | 9  | 4   | 6   | 31  | 19   | 22    |
| 8   | River Plate                  | 19    | 7  | 8   | 4   | 29  | 28   | 16    |
| 9   | Estudiantes La Plata         | 19    | 8  | 4   | 7   | 28  | 19   | 16    |
| 10  | CA Colón                     | 19    | 6  | 8   | 5   | 26  | 26   | 24    |
| 11  | San Lorenzo de Almagro       | 19    | 6  | 8   | 5   | 26  | 20   | 20    |
| 12  | CA All Boys                  | 19    | 5  | 6   | 8   | 21  | 19   | 27    |
| 13  | Atlético Rafaela             | 19    | 5  | 5   | 9   | 20  | 20   | 28    |
| 14  | Godoy Cruz Antonio Tomba     | 19    | 5  | 5   | 9   | 20  | 13   | 24    |
| 15  | CA Argentino de Quilmes      | 19    | 3  | 10  | 6   | 19  | 16   | 23    |
| 16  | Argentinos Juniors           | 19    | 4  | 7   | 8   | 19  | 19   | 29    |
| 17  | San Martín San Juan          | 19    | 4  | 5   | 10  | 17  | 21   | 27    |
| 18  | Independiente                | 19    | 3  | 8   | 8   | 17  | 16   | 24    |
| 19  | CA Tigre                     | 19    | 1  | 10  | 8   | 13  | 16   | 27    |
| 20  | Unión Santa Fe               | 19    | 0  | 7   | 12  | 7   | 16   | 33    |

| Legenda:  |
| zwycięzca |
| drugi     |
| trzeci    |

### Klasyfikacja strzelców bramek Torneo Inicial 2012/2013
| Gole | Piłkarz                 | Klub                    |
| ---- | ----------------------- | ----------------------- |
| 13   | Facundo Ferreyra        | CA Vélez Sarsfield      |
| 13   | Ignacio Scocco          | Newell’s Old Boys       |
| 10   | Emmanuel Gigliotti      | CA Colón                |
| 10   | Martín Cauteruccio      | CA Argentino de Quilmes |
| 7    | Lucas Pratto            | CA Vélez Sarsfield      |
| 7    | Denis Stracqualursi     | San Lorenzo de Almagro  |
| 6    | Iván Emiliano Borghello | CA All Boys             |
| 6    | Rodrigo Nicanor Mora    | River Plate             |
| 6    | Humberto Osorio Botello | San Martín San Juan     |
| 6    | Santiago Silva          | Boca Juniors            |
| 6    | Duván Esteban Zapata    | Estudiantes La Plata    |

## Torneo Final 2012/2013
Oficjalna nazwa turnieju: Torneo Final 2012/2013 "Eva Perón" – Copa Juana Azurduy

### Kolejka 1
| Data           | Mecz |
| -------------- | --- |
| 8 lutego 2013  | Unión Santa Fe – Arsenal Sarandí Buenos Aires 1:1 Brahian Milton Alemán 7 – Darío Benedetto 90+4                                                                    |
| 8 lutego 2013  | Argentinos Juniors – CA Vélez Sarsfield 0:1 Lucas Pratto 45+2 |
| 9 lutego 2013  | CA All Boys – Godoy Cruz Antonio Tomba 1:1 Óscar Adrián Ahumada 77 – Facundo Andrés Castillón 45+2                                                                  |
| 9 lutego 2013  | Boca Juniors – CA Argentino de Quilmes 3:2 Walter Erviti 38, Guillermo Burdisso 68, 91 – Wilfredo Olivera 5, Cristián Matías Menéndez 9                             |
| 9 lutego 2013  | Estudiantes La Plata – CA Tigre 1:3 Marcos Agustín Gelabert 9 – Rubén Botta 28, Alejandro César Donatti 45+2, Gabriel Martín Peñalba 76                             |
| 9 lutego 2013  | San Martín San Juan – San Lorenzo de Almagro 0:0 |
| 10 lutego 2013 | Atlético Rafaela – Racing Club de Avellaneda 3:0 Lucas Alfredo Bovaglio 28k, Sebastián Hugo Grazzini 45k, Jonathan Yamil López 49                                   |
| 10 lutego 2013 | Independiente – Newell’s Old Boys 1:3 Cristián Alberto Tula 21 – Ignacio Scocco 17, 77, Pablo Pérez 82                                                              |
| 10 lutego 2013 | Belgrano Córdoba – River Plate 1:2 Guillermo Martín Farré 90 – Leonel Ezequiel Vangioni 68, Carlos Ariel Luna 88 mecz rozegrany został na stadionie Estadio Córdoba |
| 11 lutego 2013 | CA Lanús – CA Colón 4:0 Víctor Hugo Ayala 21, Silvio Romero 45, Ismael Blanco 61, Mario Regueiro 76                                                                 |

### Kolejka 2
| Data           | Mecz |
| -------------- | --- |
| 15 lutego 2013 | Racing Club de Avellaneda – Argentinos Juniors 2:0 Luciano Vietto 33, Agustín Daniel Pelletieri 75                                                                            |
| 16 lutego 2013 | CA Colón – San Martín San Juan 1:1 Emmanuel Gigliotti 59k – Jorge Luis Luna 8                                                                                                 |
| 16 lutego 2013 | Godoy Cruz Antonio Tomba – Unión Santa Fe 2:1 Nicolás Castro 29, Rodrigo Javier Salinas 89 – Andrés Franzoia 2 mecz rozegrany został na stadionie Estadio Malvinas Argentinas |
| 16 lutego 2013 | San Lorenzo de Almagro – Belgrano Córdoba 0:0 |
| 16 lutego 2013 | CA Vélez Sarsfield – Independiente 0:1 Cristián Alberto Tula 45 |
| 17 lutego 2013 | Newell’s Old Boys – CA Lanús 0:3 Silvio Romero 14, Marcos Cáceres 42s, Mario Regueiro 48k                                                                                     |
| 17 lutego 2013 | CA Argentino de Quilmes – CA All Boys 2:1 Juan Manuel Cobo 7, Jacobo Mansilla 61 – Óscar Adrián Ahumada 84                                                                    |
| 17 lutego 2013 | River Plate – Estudiantes La Plata 1:0 David Trezeguet 32 |
| 17 lutego 2013 | CA Tigre – Boca Juniors 0:0 |
| 18 lutego 2013 | Arsenal Sarandí Buenos Aires – Atlético Rafaela 0:0 |

### Kolejka 3
| Data           | Mecz |
| -------------- | --- |
| 22 lutego 2013 | Argentinos Juniors – Arsenal Sarandí Buenos Aires 1:2 Leandro Barrera 85 – Julio Furch 66, Carlos Carbonero 69                                               |
| 22 lutego 2013 | Estudiantes La Plata – San Lorenzo de Almagro 1:1 Duván Esteban Zapata 7 – Santiago Juan Gentiletti 79                                                       |
| 23 lutego 2013 | CA All Boys – Boca Juniors 2:0 Óscar Adrián Ahumada 52, Ángel Vildozo 61k                                                                                    |
| 23 lutego 2013 | Unión Santa Fe – CA Argentino de Quilmes 0:3 Jacobo Mansilla 7, Fernando Gastón Elizari 41, Sebastián Ariel Romero 90+1                                      |
| 23 lutego 2013 | CA Lanús – CA Vélez Sarsfield 1:0 Silvio Romero 36 |
| 24 lutego 2013 | Atlético Rafaela – Godoy Cruz Antonio Tomba 1:2 Diego Vera 90+1 – Leandro Grimi 17, Mauro Iván Óbolo 21k                                                     |
| 24 lutego 2013 | Belgrano Córdoba – CA Colón 2:1 César Emmanuel Pereyra 40, Martín Darío Zapata 90 – Emmanuel Gigliotti 57 mecz rozegrany został na stadionie Estadio Córdoba |
| 24 lutego 2013 | Independiente – Racing Club de Avellaneda 2:0 Leonel Ariel Miranda 3, Jonathan Santana 90+4                                                                  |
| 24 lutego 2013 | River Plate – CA Tigre 3:2 Carlos Ariel Luna 86, 87, Juan Iturbe 90+3 – Alejandro César Donatti 55, Matías Pérez García 90+6k                                |
| 25 lutego 2013 | San Martín San Juan – Newell’s Old Boys 1:1 Diego García 45+1 – Fabián Miguel Muñoz 47                                                                       |

### Kolejka 4
| Data         | Mecz |
| ------------ | --- |
| 1 marca 2013 | CA Argentino de Quilmes – Atlético Rafaela 3:3 Cristián Matías Menéndez 68, Martín Cauteruccio 75, Fabricio Bautista Fontanini 87s – Juan Eduardo Eluchans 48, Germán Rodríguez Rojas 66, Eduardo Rodrigo Domínguez 74 |
| 1 marca 2013 | Newell’s Old Boys – Belgrano Córdoba 2:0 Ignacio Scocco 30, Maximiliano Nicolás Urruti 90+1 |
| 2 marca 2013 | Arsenal Sarandí Buenos Aires – Independiente 1:0 Lisandro López 44 |
| 2 marca 2013 | CA Colón – Estudiantes La Plata 3:3 Emmanuel Gigliotti 24, Facundo Nicolás Curuchet 84, Hernán Bernardello 90+2 – Maximiliano Ezequiel Núñez 4, Román Fernando Martínez 12, Duván Esteban Zapata 62k                   |
| 3 marca 2013 | Godoy Cruz Antonio Tomba – Argentinos Juniors 0:0 mecz rozegrany został na stadionie Estadio Malvinas Argentinas |
| 3 marca 2013 | Racing Club de Avellaneda – CA Lanús 0:0 |
| 3 marca 2013 | San Lorenzo de Almagro – River Plate 2:0 Denis Stracqualursi 1, Mauro Cetto 20 |
| 3 marca 2013 | CA Tigre – CA All Boys 2:1 Matías Pérez García 7k, 30 – Santiago Montoya 10 |
| 3 marca 2013 | Boca Juniors – Unión Santa Fe 1:3 Santiago Silva 89 – Damián Emmanuel Lizio 27, Bruno Félix Bianchi 35, Pablo Daniel Magnín 61                                                                                         |
| 4 marca 2013 | CA Vélez Sarsfield – San Martín San Juan 3:0 Fabián Alberto Cubero 22, Federico Insúa 25, Ezequiel Rescaldani 63 |

### Kolejka 5
| Data          | Mecz |
| ------------- | --- |
| 8 marca 2013  | Belgrano Córdoba – CA Vélez Sarsfield 1:0 Martín Darío Zapata 90+1 |
| 8 marca 2013  | Independiente – Godoy Cruz Antonio Tomba 0:1 Nicolás Castro 57 |
| 9 marca 2013  | Estudiantes La Plata – Newell’s Old Boys 2:4 Duván Esteban Zapata 33k, 47 – Rinaldo Cruzado 44, Fabián Miguel Muñoz 58, Víctor Alberto Figueroa 63, Ignacio Scocco 84k |
| 9 marca 2013  | San Martín San Juan – Racing Club de Avellaneda 0:3 Bruno Zuculini 26, Luciano Vietto 58, Rodrigo Javier De Paul 80                                                    |
| 9 marca 2013  | Unión Santa Fe – CA All Boys 1:1 Guillermo Cosaro 53 – Iván Emiliano Borghello 7                                                                                       |
| 10 marca 2013 | River Plate – CA Colón 2:1 David Trezeguet 12, Leonardo Ponzio 34 – Emmanuel Gigliotti 75                                                                              |
| 10 marca 2013 | San Lorenzo de Almagro – CA Tigre 0:1 Rubén Botta 29k |
| 10 marca 2013 | Atlético Rafaela – Boca Juniors 1:1 Juan Eduardo Eluchans 27k – Nicolás Blandi 83                                                                                      |
| 11 marca 2013 | CA Lanús – Arsenal Sarandí Buenos Aires 2:1 Ismael Blanco 27, Silvio Romero 41 – Milton Aaron Céliz 83                                                                 |
| 11 marca 2013 | Argentinos Juniors – CA Argentino de Quilmes 1:3 Matías Alfredo Martínez 65 – Sebastián Ariel Romero 33, Wilfredo Olivera 55, Jacobo Mansilla 77                       |

### Kolejka 6
| Data          | Mecz |
| ------------- | --- |
| 15 marca 2013 | CA Tigre – Unión Santa Fe 1:2 Matías Pérez García 59k – Andrés Franzoia 42, 53                                                                                               |
| 16 marca 2013 | CA Colón – San Lorenzo de Almagro 0:1 Rubén Darío Ramírez 75s |
| 16 marca 2013 | CA Argentino de Quilmes – Independiente 0:0 |
| 17 marca 2013 | Godoy Cruz Antonio Tomba – CA Lanús 0:1 Carlos Izquierdoz 27 mecz rozegrany został na stadionie Estadio Malvinas Argentinas                                                  |
| 17 marca 2013 | Newell’s Old Boys – River Plate 1:0 Ignacio Scocco 36 |
| 17 marca 2013 | Racing Club de Avellaneda – Belgrano Córdoba 1:1 Mauro Camoranesi 12 – Jorge Luis Velázquez 50                                                                               |
| 17 marca 2013 | CA Vélez Sarsfield – Estudiantes La Plata 1:1 Federico Insúa 77 – Leandro Damián Benítez 78                                                                                  |
| 17 marca 2013 | Boca Juniors – Argentinos Juniors 1:1 Santiago Silva 13k – Matías Alfredo Martínez 45+1                                                                                      |
| 18 marca 2013 | Arsenal Sarandí Buenos Aires – San Martín San Juan 3:2 Víctor Leandro Cuesta 8, Julio Furch 42, Lisandro López 90 – Cristian Osvaldo Álvarez 48k, Humberto Osorio Botello 51 |
| 18 marca 2013 | CA All Boys – Atlético Rafaela 2:1 Ángel Vildozo 38, Iván Emiliano Borghello 39 – Juan Eduardo Eluchans 71k                                                                  |

### Kolejka 7
| Data            | Mecz |
| --------------- | --- |
| 29 marca 2013   | CA Colón – CA Tigre 3:2 Facundo Nicolás Curuchet 11, Leonardo Sebastián Prediger 18, Emmanuel Gigliotti 87 – Ezequiel Carlos Maggiolo 23, 28                       |
| 29 marca 2013   | Belgrano Córdoba – Arsenal Sarandí Buenos Aires 1:1 Luciano Lollo 36 – Diego Luis Braghieri 64                                                                     |
| 30 marca 2013   | Argentinos Juniors – CA All Boys 1:0 Juan Luis Anangonó 50 |
| 30 marca 2013   | River Plate – CA Vélez Sarsfield 0:0 |
| 30 marca 2013   | Estudiantes La Plata – Racing Club de Avellaneda 0:1 Javier Edgardo Cámpora 88                                                                                     |
| 31 marca 2013   | Atlético Rafaela – Unión Santa Fe 1:0 Diego Vera 31 |
| 31 marca 2013   | Independiente – Boca Juniors 1:1 Claudio Morel Rodríguez 63 – Santiago Silva 39                                                                                    |
| 31 marca 2013   | San Lorenzo de Almagro – Newell’s Old Boys 0:1 Maxi Rodríguez 37                                                                                                   |
| 31 marca 2013   | San Martín San Juan – Godoy Cruz Antonio Tomba 2:3 Nicolás Gabriel Sánchez 20s, Damián Andrés Ledesma 32 – Mauro Iván Óbolo 10, 82, Arturo David Ramírez Torres 63 |
| 1 kwietnia 2013 | CA Lanús – CA Argentino de Quilmes 2:2 Silvio Romero 59, Guido Pizarro 62 – Gustavo Oberman 6, Fernando Gastón Elizari 52                                          |

### Kolejka 8
| Data            | Mecz |
| --------------- | --- |
| 5 kwietnia 2013 | CA All Boys – Independiente 2:0 Brian Óscar Sarmiento 8, Ángel Vildozo 90                                      |
| 6 kwietnia 2013 | Godoy Cruz Antonio Tomba – Belgrano Córdoba 0:0 mecz rozegrany został na stadionie Estadio Malvinas Argentinas |
| 6 kwietnia 2013 | CA Tigre – Atlético Rafaela 1:3 Diego Rubén Cisterna 51 – Sebastián Carrera 7, Jonathan Yamil López 83, 90+3   |
| 6 kwietnia 2013 | Unión Santa Fe – Argentinos Juniors 0:0                                                                        |
| 6 kwietnia 2013 | CA Vélez Sarsfield – San Lorenzo de Almagro 1:1 Ezequiel Rescaldani 55 – Leandro Navarro 80                    |
| 6 kwietnia 2013 | CA Argentino de Quilmes – San Martín San Juan 0:0                                                              |
| 7 kwietnia 2013 | Newell’s Old Boys – CA Colón 1:2 Horacio Orzán 58 – Emmanuel Gigliotti 52, 56                                  |
| 7 kwietnia 2013 | Racing Club de Avellaneda – River Plate 0:2 Leandro González Pírez 12, Manuel Lanzini 89                       |
| 7 kwietnia 2013 | Boca Juniors – CA Lanús 0:0                                                                                    |
| 8 kwietnia 2013 | Arsenal Sarandí Buenos Aires – Estudiantes La Plata 1:0 Martín Rolle 88                                        |

### Kolejka 9
| Data             | Mecz |
| ---------------- | --- |
| 12 kwietnia 2013 | Argentinos Juniors – Atlético Rafaela 0:0 |
| 12 kwietnia 2013 | Independiente – Unión Santa Fe 1:1 Néstor Adrián Fernández 41 – Brahian Milton Alemán 81                                                                           |
| 13 kwietnia 2013 | San Lorenzo de Almagro – Racing Club de Avellaneda 1:4 Héctor Daniel Villalba 7 – Bruno Zuculini 11, 39, Rodrigo Javier De Paul 64, Luciano Vietto 76              |
| 13 kwietnia 2013 | San Martín San Juan – Boca Juniors 6:1 Humberto Osorio Botello 3, 45+2, 55, Jorge Luis Luna 21, Lucas León Landa 41, Sebastián Ariel Penco 61 – Santiago Silva 39k |
| 13 kwietnia 2013 | CA Lanús – CA All Boys 2:1 Mario Regueiro 21, Silvio Romero 90+2 – Ángel Vildozo 67                                                                                |
| 14 kwietnia 2013 | CA Colón – CA Vélez Sarsfield 2:1 Bruno Saúl Urribarri 58, Facundo Nicolás Curuchet 90+2 – Ezequiel Rescaldani 4k                                                  |
| 14 kwietnia 2013 | Estudiantes La Plata – Godoy Cruz Antonio Tomba 0:0 |
| 14 kwietnia 2013 | Newell’s Old Boys – CA Tigre 3:1 Víctor Alberto Figueroa 22, Santiago Vergini 65, Ignacio Scocco 77 – Rubén Botta 59k                                              |
| 14 kwietnia 2013 | River Plate – Arsenal Sarandí Buenos Aires 1:1 Rogelio Funes Mori 19 – Darío Benedetto 14                                                                          |
| 15 kwietnia 2013 | Belgrano Córdoba – CA Argentino de Quilmes 3:0 Lucas Santiago Melano 9, Fernando Andrés Márquez 27, Guillermo Martín Farré 50                                      |

### Kolejka 10
| Data             | Mecz |
| ---------------- | --- |
| 19 kwietnia 2013 | Racing Club de Avellaneda – CA Colón 1:1 Mauro Camoranesi 67 – Iván Diego Moreno y Fabianesi 86                                                                                     |
| 19 kwietnia 2013 | CA Vélez Sarsfield – Newell’s Old Boys 1:3 Ezequiel Rescaldani 57 – Martín Tonso 20, Marcos Cáceres 64, Maximiliano Nicolás Urruti 77                                               |
| 20 kwietnia 2013 | CA All Boys – San Martín San Juan 1:1 Ángel Vildozo 58k – Lucas León Landa 59 |
| 20 kwietnia 2013 | CA Argentino de Quilmes – Estudiantes La Plata 1:0 Martín Cauteruccio 88 |
| 21 kwietnia 2013 | Arsenal Sarandí Buenos Aires – San Lorenzo de Almagro 1:3 Julio Furch 62 – Leandro Navarro 23, Héctor Daniel Villalba 64, Julio Alberto Buffarini 90+1                              |
| 21 kwietnia 2013 | Atlético Rafaela – Independiente 2:0 Federico Rafael González 6, Diego Vera 76 |
| 21 kwietnia 2013 | Boca Juniors – Belgrano Córdoba 0:0 |
| 21 kwietnia 2013 | Godoy Cruz Antonio Tomba – River Plate 1:2 Facundo Andrés Castillón 25 – Manuel Lanzini 32k, Éder Álvarez Balanta 54 mecz rozegrany został na stadionie Estadio Malvinas Argentinas |
| 22 kwietnia 2013 | Unión Santa Fe – CA Lanús 0:0 |
| 22 kwietnia 2013 | CA Tigre – Argentinos Juniors 1:0 Leandro Luján Leguizamón 83 |

### Kolejka 11
| Data             | Mecz |
| ---------------- | --- |
| 27 kwietnia 2013 | CA Colón – Arsenal Sarandí Buenos Aires 1:0 Leonardo Sebastián Prediger 51                                                                            |
| 27 kwietnia 2013 | Estudiantes La Plata – Boca Juniors 1:0 Maximiliano Ezequiel Núñez 62                                                                                 |
| 27 kwietnia 2013 | San Lorenzo de Almagro – Godoy Cruz Antonio Tomba 1:1 Walter Kannemann 81 – Mauro Iván Óbolo 40                                                       |
| 27 kwietnia 2013 | San Martín San Juan – Unión Santa Fe 3:1 Claudio Riaño 77, 81, Lucas León Landa 90+4 – Guillermo Cosaro 19                                            |
| 28 kwietnia 2013 | Independiente – Argentinos Juniors 3:1 Leonel Galeano 53, Daniel Montenegro 79k, Néstor Adrián Fernández 80 – Reinaldo Lenis 63                       |
| 28 kwietnia 2013 | Newell’s Old Boys – Racing Club de Avellaneda 4:3 Milton Casco 8, Ignacio Scocco 33k, Pablo Pérez 49, Maxi Rodríguez 90+2 – Luciano Vietto 45, 47, 62 |
| 28 kwietnia 2013 | River Plate – CA Argentino de Quilmes 1:1 Éder Álvarez Balanta 54 – Martín Cauteruccio 89                                                             |
| 29 kwietnia 2013 | CA Lanús – Atlético Rafaela 1:1 Carlos Izquierdoz 11 – Jonathan Yamil López 43                                                                        |
| 29 kwietnia 2013 | Belgrano Córdoba – CA All Boys 0:1 Iván Emiliano Borghello 57                                                                                         |
| 8 maja 2013      | CA Vélez Sarsfield – CA Tigre 1:2 Federico Insúa 20k – Kevin Fabián Itabel 7, Leandro Luján Leguizamón 51                                             |

### Kolejka 12
| Data        | Mecz |
| ----------- | --- |
| 3 maja 2013 | Godoy Cruz Antonio Tomba – CA Colón 3:0 Mauro Iván Óbolo 35, Gonzalo Pablo Castellani 43, Nicolás Gabriel Sánchez 82 mecz rozegrany został na stadionie Estadio Malvinas Argentinas |
| 3 maja 2013 | CA Argentino de Quilmes – San Lorenzo de Almagro 1:2 Fernando Gastón Elizari 17 – Julio Alberto Buffarini 49, Gonzalo Verón 62                                                      |
| 4 maja 2013 | Argentinos Juniors – CA Lanús 1:2 Matías Alfredo Martínez 81 – Silvio Romero 8, 73                                                                                                  |
| 4 maja 2013 | Racing Club de Avellaneda – CA Vélez Sarsfield 0:0 |
| 4 maja 2013 | Unión Santa Fe – Belgrano Córdoba 1:1 Juan Ignacio Cavallaro 63 – Lucas Elio Aveldaño 18                                                                                            |
| 5 maja 2013 | Boca Juniors – River Plate 1:1 Santiago Silva 39 – Manuel Lanzini 1 |
| 5 maja 2013 | CA Tigre – Independiente 0:2 Néstor Adrián Fernández 9, 40 |
| 5 maja 2013 | Atlético Rafaela – San Martín San Juan 2:1 Federico Rafael González 84k, 89k – Lucas León Landa 17                                                                                  |
| 6 maja 2013 | CA All Boys – Estudiantes La Plata 0:0 |
| 6 maja 2013 | Arsenal Sarandí Buenos Aires – Newell’s Old Boys 2:0 Darío Benedetto 7, 17 |

### Kolejka 13
| Data                 | Mecz |
| -------------------- | --- |
| 10 maja/11 maja 2013 | Belgrano Córdoba – Atlético Rafaela 0:0 |
| 11 maja 2013         | Newell’s Old Boys – Godoy Cruz Antonio Tomba 3:1 Ignacio Scocco 28, 71k, José Ignacio San Román 67s – Mauro Iván Óbolo 24                             |
| 11 maja 2013         | San Lorenzo de Almagro – Boca Juniors 3:0 Gonzalo Verón 18, Julio Alberto Buffarini 40k, Ángel Correa 54                                              |
| 11 maja/12 maja 2013 | CA Vélez Sarsfield – Arsenal Sarandí Buenos Aires 2:2 Ezequiel Rescaldani 18, Lucas Daniel Romero 66 – Darío Benedetto 81, Nicolás Diego Aguirre 90+5 |
| 11 maja/12 maja 2013 | Racing Club de Avellaneda – CA Tigre 2:0 Bruno Zuculini 3, Luis Carlos Fariña 90+2                                                                    |
| 12 maja 2013         | CA Colón – CA Argentino de Quilmes 0:3 Miguel Eduardo Caneo 42, 49, Martín Cauteruccio 61                                                             |
| 12 maja 2013         | CA Lanús – Independiente 0:0 |
| 12 maja 2013         | San Martín San Juan – Argentinos Juniors 2:1 Jorge Luis Luna 49, Claudio Riaño 83 – Daniel Villalva 90+2                                              |
| 12 maja/13 maja 2013 | River Plate – CA All Boys 2:0 Manuel Lanzini 50, Carlos Ariel Luna 90+3                                                                               |
| 13 maja/14 maja 2013 | Estudiantes La Plata – Unión Santa Fe 1:0 Duván Esteban Zapata 68                                                                                     |

### Kolejka 14
| Data                 | Mecz |
| -------------------- | --- |
| 17 maja/18 maja 2013 | Arsenal Sarandí Buenos Aires – Racing Club de Avellaneda 1:0 Nicolás Diego Aguirre 48 |
| 18 maja 2013         | Atlético Rafaela – Estudiantes La Plata 0:2 Duván Esteban Zapata 7, Román Fernando Martínez 90 |
| 18 maja 2013         | Godoy Cruz Antonio Tomba – CA Vélez Sarsfield 3:1 José Luis Fernández 45+1, Gonzalo Pablo Castellani 49k, Alexis Nicolás Castro 59 mecz rozegrany został na stadionie Estadio Malvinas Argentinas |
| 18 maja 2013         | CA Argentino de Quilmes – Newell’s Old Boys 1:1 Miguel Eduardo Caneo 87 – Ignacio Scocco 9 |
| 18 maja/19 maja 2013 | Boca Juniors – CA Colón 1:0 Juan Manuel Martínez 49 |
| 19 maja 2013         | Independiente – San Martín San Juan 3:1 Fernando Gabriel Godoy 26, Juan Fernando Caicedo 41, 73 – Humberto Osorio Botello 58                                                                      |
| 19 maja 2013         | Unión Santa Fe – River Plate 2:2 Andrés Franzoia 26, Juan Ignacio Cavallaro 35 – Rogelio Funes Mori 37, Rodrigo Nicanor Mora 84                                                                   |
| 19 maja/20 maja 2013 | CA All Boys – San Lorenzo de Almagro 0:3 Ignacio Piatti 61, 84, Gonzalo Verón 75 |
| 20 maja 2013         | Argentinos Juniors – Belgrano Córdoba 1:3 Aníbal Matellán 18 – Lucas Santiago Melano 11, Fernando Andrés Márquez 33, Martín Darío Zapata 61                                                       |
| 20 maja/21 maja 2013 | CA Tigre – CA Lanús 0:0 |

### Kolejka 15
| Data         | Mecz |
| ------------ | --- |
| 24 maja 2013 | CA Colón – CA All Boys 2:0 Emmanuel Gigliotti 77k, Facundo Nicolás Curuchet 90+4                                                                |
| 24 maja 2013 | CA Vélez Sarsfield – CA Argentino de Quilmes 2:0 Facundo Ferreyra 18, 64                                                                        |
| 26 maja 2013 | Belgrano Córdoba – Independiente 0:0 mecz rozegrany został na stadionie Estadio Córdoba                                                         |
| 26 maja 2013 | Racing Club de Avellaneda – Godoy Cruz Antonio Tomba 1:1 Sebastián Saja 44k – José Luis Fernández 64                                            |
| 26 maja 2013 | River Plate – Atlético Rafaela 3:0 Leonel Ezequiel Vangioni 8, Eduardo Rodrigo Domínguez 14s, Carlos Ariel Luna 32                              |
| 26 maja 2013 | San Martín San Juan – CA Lanús 3:1 Gastón Nicolás Caprari 8, Damián Andrés Ledesma 71, Claudio Riaño 89 – Fernando Omar Barrientos 29           |
| 26 maja 2013 | Newell’s Old Boys – Boca Juniors 4:0 Rinaldo Cruzado 7k, Horacio Orzán 66, Martín Tonso 68, Maximiliano Nicolás Urruti 71                       |
| 27 maja 2013 | Arsenal Sarandí Buenos Aires – CA Tigre 3:2 Lisandro López 3, 35, Diego Luis Braghieri 85 – Federico Javier Santander 18, Diego Nadir Ftacla 64 |
| 27 maja 2013 | Estudiantes La Plata – Argentinos Juniors 0:0                                                                                                   |
| 27 maja 2013 | San Lorenzo de Almagro – Unión Santa Fe 4:2 Gonzalo Verón 2, 15, Alan Nahuel Ruiz 88, Franco Jara 90+2 – Andrés Franzoia 34, 43                 |

### Kolejka 16
| Data           | Mecz |
| -------------- | --- |
| 31 maja 2013   | CA Argentino de Quilmes – Racing Club de Avellaneda 1:0 Martín Cauteruccio 9 |
| 1 czerwca 2013 | Godoy Cruz Antonio Tomba – Arsenal Sarandí Buenos Aires 3:0 Nicolás Gabriel Sánchez 2, Diego Luis Braghieri 29s, Facundo Andrés Castillón 73 mecz rozegrany został na stadionie Estadio Malvinas Argentinas |
| 1 czerwca 2013 | Independiente – Estudiantes La Plata 0:0 |
| 1 czerwca 2013 | Atlético Rafaela – San Lorenzo de Almagro 0:0 |
| 2 czerwca 2013 | Boca Juniors – CA Vélez Sarsfield 1:1 Nicolás Blandi 35 – Federico Insúa 14 |
| 2 czerwca 2013 | CA Lanús – Belgrano Córdoba 0:0 |
| 2 czerwca 2013 | Unión Santa Fe – CA Colón 1:0 Damián Emmanuel Lizio 53k |
| 2 czerwca 2013 | Argentinos Juniors – River Plate 2:0 Julio Eduardo Barraza 81, Rodrigo Gómez 87 |
| 3 czerwca 2013 | CA Tigre – San Martín San Juan 1:3 Lucas Ezequiel Janson 45 – Claudio Riaño 12, 66, Gastón Nicolás Caprari 24                                                                                               |
| 3 czerwca 2013 | CA All Boys – Newell’s Old Boys 2:1 Jonathan Ferrari 36, Maximiliano Ángel Coronel 60 – Milton Casco 78 |

### Kolejka 17
| Data            | Mecz |
| --------------- | --- |
| 8 czerwca 2013  | Arsenal Sarandí Buenos Aires – CA Argentino de Quilmes 1:2 Jorge Alberto Ortiz 6 – Martín Cauteruccio 35, Cristian Damián Leyes 72                         |
| 8 czerwca 2013  | Belgrano Córdoba – San Martín San Juan0:2 Sebastián Ariel Penco 74, 85 mecz rozegrany został na stadionie Estadio Córdoba                                  |
| 8 czerwca 2013  | Godoy Cruz Antonio Tomba – CA Tigre 0:1 Sebastián Rusculleda 71 mecz rozegrany został na stadionie Estadio Malvinas Argentinas                             |
| 8 czerwca 2013  | CA Vélez Sarsfield – CA All Boys mecz przerwany w 26 minucie przy stanie 0:0 – dokończony 12 czerwca 2013                                                  |
| 9 czerwca 2013  | CA Colón – Atlético Rafaela 2:2 Emmanuel Gigliotti 57, 85k – Diego Vera 50, Federico Rafael González 71                                                    |
| 9 czerwca 2013  | Racing Club de Avellaneda – Boca Juniors 2:0 Guillermo Burdisso 21s, Sebastián Saja 48k                                                                    |
| 9 czerwca 2013  | River Plate – Independiente 2:1 Juan Iturbe Arévalo 21, Manuel Lanzini 63 – Daniel Montenegro 90                                                           |
| 10 czerwca 2013 | Estudiantes La Plata – CA Lanús 2:0 mecz przerwany w 45 minucie przy stanie 2:0 dla klubu Estudiantes – dokończony 19 czerwca 2013                         |
| 10 czerwca 2013 | Newell’s Old Boys – Unión Santa Fe 5:0 Maxi Rodríguez 31, 71, Ignacio Scocco 43, Gabriel Heinze 54, Maximiliano Nicolás Urruti 81                          |
| 10 czerwca 2013 | San Lorenzo de Almagro – Argentinos Juniors 1:1 Ángel Correa 58 – Lucas Nahuel Rodríguez 25                                                                |
| 12 czerwca 2013 | CA Vélez Sarsfield – CA All Boys 0:0 dokończenie brakujących 64 minut meczu przerwanego w dniu 8 czerwca 2013                                              |
| 19 czerwca 2013 | Estudiantes La Plata – CA Lanús 2:0 Leandro Desábato 37, Duván Esteban Zapata 45 dokończenie brakujących 45 minut meczu przerwanego w dniu 10 czerwca 2013 |

### Kolejka 18
| Data            | Mecz |
| --------------- | --- |
| 14 czerwca 2013 | CA Tigre – Belgrano Córdoba 0:0 |
| 15 czerwca 2013 | Argentinos Juniors – CA Colón 1:0 Juan Luis Anangonó 55                                                                                        |
| 15 czerwca 2013 | Independiente – San Lorenzo de Almagro 0:1 Ángel Correa 60                                                                                     |
| 15 czerwca 2013 | San Martín San Juan – Estudiantes La Plata 2:0 Jorge Luis Luna 19, Sebastián Ariel Penco 80                                                    |
| 16 czerwca 2013 | CA All Boys – Racing Club de Avellaneda 0:1 Luciano Vietto 51                                                                                  |
| 16 czerwca 2013 | Atlético Rafaela – Newell’s Old Boys 0:3 Óscar Matías Carniello 67s, Víctor Alberto Figueroa 79, Maximiliano Nicolás Urruti 90+2               |
| 16 czerwca 2013 | Boca Juniors – Arsenal Sarandí Buenos Aires 1:0 Walter Erviti 76                                                                               |
| 16 czerwca 2013 | CA Lanús – River Plate 5:1 Cristian Manuel Chávez 4, Guido Pizarro 12, Víctor Hugo Ayala 14, Ismael Blanco 28, 50 – Leonel Ezequiel Vangioni 7 |
| 16 czerwca 2013 | Unión Santa Fe – CA Vélez Sarsfield 1:1 Pablo Daniel Magnín 3 – Lucas Pratto 24                                                                |
| 17 czerwca 2013 | CA Argentino de Quilmes – Godoy Cruz Antonio Tomba 0:0                                                                                         |

### Kolejka 19
| Data            | Mecz |
| --------------- | --- |
| 21 czerwca 2013 | Racing Club de Avellaneda – Unión Santa Fe 3:0 Luciano Vietto 42k, Diego Nicolás Villar 66, Adrián Ricardo Centurión 90+1                                         |
| 22 czerwca 2013 | Estudiantes La Plata – Belgrano Córdoba 1:1 Guido Marcelo Carrillo 46 – Lucas Santiago Melano 12                                                                  |
| 22 czerwca 2013 | CA Tigre – CA Argentino de Quilmes 2:3 Alejandro César Donatti 6, Ángel Gastón Díaz 40 – Sebastián Ariel Romero 8, Martín Cauteruccio 17, Miguel Eduardo Caneo 53 |
| 22 czerwca 2013 | CA Colón – Independiente 1:1 Emmanuel Gigliotti 36 – Lucas Andrés Mugni 21s                                                                                       |
| 23 czerwca 2013 | Arsenal Sarandí Buenos Aires – CA All Boys 4:0 Jorge Alberto Ortiz 3k, Julio Furch 31, Carlos Carbonero 58, Martín Rolle 87                                       |
| 23 czerwca 2013 | Newell’s Old Boys – Argentinos Juniors 0:1 Pedro Pablo Hernández 87                                                                                               |
| 23 czerwca 2013 | River Plate – San Martín San Juan 3:1 mecz przerwany w 91 minucie (w czasie doliczonym) – 28 czerwca 2013 zdecydowano, by zachować wynik meczu                    |
| 23 czerwca 2013 | San Lorenzo de Almagro – CA Lanús 2:2 Ignacio Piatti 54, Ángel Correa 72 – Silvio Romero 17k, Ismael Blanco 27                                                    |
| 23 czerwca 2013 | CA Vélez Sarsfield – Atlético Rafaela 2:1 Ezequiel Rescaldani 16, 54 – Eduardo Rodrigo Domínguez 37                                                               |
| 23 czerwca 2013 | Godoy Cruz Antonio Tomba – Boca Juniors 1:1 Gonzalo Pablo Castellani 45+3k – Lucas Viatri 32 mecz rozegrany został na stadionie Estadio Malvinas Argentinas       |

### Tabela końcowa Torneo Final 2012/2013
| Poz | Klub                         | Mecze | Zw | Rem | Por | Pkt | BrZd | BrStr |
| --- | ---------------------------- | ----- | -- | --- | --- | --- | ---- | ----- |
| 1   | Newell’s Old Boys            | 19    | 12 | 2   | 5   | 38  | 40   | 21    |
| 2   | River Plate                  | 19    | 10 | 5   | 4   | 35  | 28   | 22    |
| 3   | CA Lanús                     | 19    | 8  | 9   | 2   | 33  | 26   | 14    |
| 4   | San Lorenzo de Almagro       | 19    | 8  | 8   | 3   | 32  | 26   | 16    |
| 5   | CA Argentino de Quilmes      | 19    | 8  | 7   | 4   | 31  | 28   | 22    |
| 6   | Racing Club de Avellaneda    | 19    | 8  | 5   | 6   | 29  | 24   | 17    |
| 7   | Godoy Cruz Antonio Tomba     | 19    | 7  | 8   | 4   | 29  | 23   | 16    |
| 8   | Arsenal Sarandí Buenos Aires | 19    | 8  | 5   | 6   | 29  | 25   | 22    |
| 9   | San Martín San Juan          | 19    | 7  | 5   | 7   | 26  | 31   | 28    |
| 10  | Belgrano Córdoba             | 19    | 4  | 11  | 4   | 23  | 14   | 13    |
| 11  | Atlético Rafaela             | 19    | 5  | 8   | 6   | 23  | 21   | 23    |
| 12  | Independiente                | 19    | 5  | 7   | 7   | 22  | 16   | 17    |
| 13  | CA Tigre                     | 19    | 6  | 3   | 10  | 21  | 22   | 30    |
| 14  | CA Vélez Sarsfield           | 19    | 4  | 8   | 7   | 20  | 18   | 20    |
| 15  | Estudiantes La Plata         | 19    | 4  | 8   | 7   | 20  | 15   | 19    |
| 16  | CA All Boys                  | 19    | 5  | 5   | 9   | 20  | 15   | 24    |
| 17  | CA Colón                     | 19    | 5  | 5   | 9   | 20  | 20   | 30    |
| 18  | Argentinos Juniors           | 19    | 4  | 6   | 9   | 18  | 13   | 21    |
| 19  | Boca Juniors                 | 19    | 3  | 9   | 7   | 18  | 13   | 29    |
| 20  | Unión Santa Fe               | 19    | 3  | 8   | 8   | 17  | 17   | 31    |

| Legenda:  |
| zwycięzca |
| drugi     |
| trzeci    |

### Klasyfikacja strzelców bramek Torneo Final 2012/2013
| Gole | Piłkarz              | Klub                      |
| ---- | -------------------- | ------------------------- |
| 11   | Emmanuel Gigliotti   | CA Colón                  |
| 11   | Ignacio Scocco       | Newell’s Old Boys         |
| 9    | Silvio Romero        | CA Lanús                  |
| 8    | Luciano Vietto       | Racing Club de Avellaneda |
| 7    | Martín Cauteruccio   | CA Argentino de Quilmes   |
| 7    | Ezequiel Rescaldani  | CA Vélez Sarsfield        |
| 7    | Duván Esteban Zapata | Estudiantes La Plata      |
| 6    | Andrés Franzoia      | Unión Santa Fe            |
| 6    | Mauro Iván Óbolo     | Godoy Cruz Antonio Tomba  |
| 6    | Claudio Riaño        | San Martín San Juan       |

## Campeonato de Primera División 2012/2013
O tytuł mistrza Argentyny w sezonie 2012/2013 zmierzył się mistrz turnieju Inicial (CA Vélez Sarsfield) z mistrzem turnieju Final (Newell’s Old Boys).
| Campeonato de Primera División 2012/13 |
| --- |
| 29 czerwca 2013 Mendoza Estadio Malvinas Argentinas CA Vélez Sarsfield – Newell’s Old Boys 1:0 (1:0) Sędzia: Néstor Fabián Pitana (asystenci: Diego Yamil Bonfa, Iván Gabriel Núñez; czwarty sędzia: Mauro Vigliano) Bramki: 1:0 Lucas Pratto 8 Żółte kartki: Sebastián Sosa 70, Emiliano Ramiro Papa 45, Fabián Alberto Cubero 9, Franco Razzotti 90+1, Federico Insúa 76 / Santiago Vergini 5, Pablo Pérez 9, Rinaldo Cruzado 63 Czerwone kartki: Fabián Alberto Cubero 27 (druga żółta), / – Club Atlético Vélez Sársfield: Sebastián Sosa – Fernando Omar Tobio, Emiliano Ramiro Papa, Fabián Alberto Cubero (kapitan), Franco Razzotti, Sebastián Enrique Domínguez (27 kapitan), Lucas Pratto (78 Lucas Daniel Romero), Iván Bella (29 Gino Peruzzi), Facundo Ferreyra, Fernando Gago (81 Francisco Cerro), Federico Insúa. Trener: Ricardo Alberto Gareca. Rezerwowi: Germán Montoya, Juan Alberto Sabia, Agustín Lionel Allione, Ezequiel Rescaldani. Club Atlético Newell's Old Boys: Nahuel Ignacio Guzmán – Santiago Vergini, Milton Casco, Marcos Cáceres, Lucas Bernardi (kapitan), Gabriel Heinze, Víctor Alberto Figueroa, Pablo Pérez (72 Maximiliano Nicolás Urruti), Ignacio Scocco, Rinaldo Cruzado (63 Martín Tonso), Maxi Rodríguez. Trener: Gerardo Martino. Rezerwowi: Sebastián Darío Peratta, Víctor Rubén López, Diego Mateo Alustiza, Horacio Orzán, Fabián Enrique Muñoz Hormazábal. |

- Mistrzem Argentyny został klub CA Vélez Sarsfield.
- Wicemistrzem Argentyny został klub Newell’s Old Boys.

## Tabela spadkowa 2012/13
| Poz | Klub                         | 2010/11 pkt/m | 2011/12 pkt/m | 2012/13 pkt/m | Razem pkt/mecze | Średnia |
| --- | ---------------------------- | ------------- | ------------- | ------------- | --------------- | ------- |
| 1   | CA Vélez Sarsfield           | 82/38         | 64/38         | 61/38         | 207/114         | 1.816   |
| 2   | River Plate                  | 0/0           | 0/0           | 64/38         | 64/38           | 1.684   |
| 3   | CA Lanús                     | 63/38         | 55/38         | 67/38         | 185/114         | 1.623   |
| 4   | Boca Juniors                 | 53/38         | 76/38         | 51/38         | 180/114         | 1.579   |
| 5   | Arsenal Sarandí Buenos Aires | 57/38         | 62/38         | 60/38         | 179/114         | 1.570   |
| 6   | Belgrano Córdoba             | 0/0           | 55/38         | 59/38         | 114/76          | 1.500   |
| 7   | Estudiantes La Plata         | 69/38         | 50/38         | 48/38         | 167/114         | 1.465   |
| 8   | Newell’s Old Boys            | 42/38         | 48/38         | 74/38         | 164/114         | 1.439   |
| 9   | Racing Club de Avellaneda    | 52/38         | 50/38         | 62/38         | 164/114         | 1.439   |
| 10  | CA Colón                     | 47/38         | 60/38         | 46/38         | 153/114         | 1.342   |
| 11  | Godoy Cruz Antonio Tomba     | 63/38         | 38/38         | 49/38         | 150/114         | 1.316   |
| 12  | CA Argentino de Quilmes      | 0/0           | 0/0           | 50/38         | 50/38           | 1.316   |
| 13  | San Lorenzo de Almagro       | 47/38         | 44/38         | 58/38         | 149/114         | 1.307   |
| 14  | CA Tigre                     | 50/38         | 63/38         | 34/38         | 147/114         | 1.289   |
| 15  | CA All Boys                  | 51/38         | 54/38         | 41/38         | 146/114         | 1.281   |
| 16  | Argentinos Juniors           | 54/38         | 49/38         | 37/38         | 140/114         | 1.228   |
| 17  | Atlético Rafaela             | 0/0           | 50/38         | 43/38         | 93/76           | 1.224   |
| 18  | San Martín San Juan          | 0/0           | 48/38         | 43/38         | 91/76           | 1.197   |
| 19  | Independiente                | 43/38         | 47/38         | 39/38         | 129/114         | 1.132   |
| 20  | Unión Santa Fe               | 0/0           | 50/38         | 24/38         | 74/76           | 0.974   |

| Legenda:        |
| strefa spadkowa |

## Sumaryczna tabela 2012
Zsumowanie dokonań w turnieju Clausura 2011/12 i Inicial 2012/13. Tabela ma znaczenie przy kwalifikowaniu klubów do turnieju Copa Libertadores 2013.
| Poz | Klub                         | Mecze | Zw | Rem | Por | Pkt | BrZd | BrStr |
| --- | ---------------------------- | ----- | -- | --- | --- | --- | ---- | ----- |
| 1   | CA Vélez Sarsfield           | 38    | 22 | 8   | 8   | 74  | 57   | 27    |
| 2   | Arsenal Sarandí Buenos Aires | 38    | 20 | 9   | 9   | 69  | 49   | 37    |
| 3   | Newell’s Old Boys            | 38    | 18 | 14  | 6   | 68  | 49   | 30    |
| 4   | Boca Juniors                 | 38    | 18 | 12  | 8   | 66  | 55   | 40    |
| 5   | CA Lanús                     | 38    | 17 | 9   | 12  | 60  | 42   | 28    |
| 6   | Belgrano Córdoba             | 38    | 16 | 12  | 10  | 60  | 39   | 33    |
| 7   | CA Colón                     | 38    | 13 | 16  | 9   | 55  | 50   | 42    |
| 8   | Estudiantes La Plata         | 38    | 15 | 10  | 13  | 55  | 42   | 40    |
| 9   | CA All Boys                  | 38    | 14 | 12  | 12  | 54  | 40   | 40    |
| 10  | Racing Club de Avellaneda    | 38    | 14 | 10  | 14  | 52  | 45   | 39    |
| 11  | San Lorenzo de Almagro       | 38    | 12 | 15  | 11  | 51  | 42   | 42    |
| 12  | CA Tigre                     | 38    | 11 | 16  | 11  | 49  | 45   | 42    |
| 13  | Argentinos Juniors           | 38    | 11 | 13  | 14  | 46  | 36   | 44    |
| 14  | Atlético Rafaela             | 38    | 11 | 11  | 16  | 44  | 46   | 55    |
| 15  | San Martín San Juan          | 38    | 10 | 9   | 19  | 39  | 42   | 56    |
| 16  | Independiente                | 38    | 8  | 13  | 17  | 37  | 38   | 52    |
| 17  | Godoy Cruz Antonio Tomba     | 38    | 7  | 13  | 18  | 34  | 24   | 49    |
| 18  | Unión Santa Fe               | 38    | 5  | 17  | 16  | 32  | 37   | 52    |
| 19  | River Plate                  | 19    | 7  | 8   | 4   | 29  | 28   | 16    |
| 20  | CA Argentino de Quilmes      | 19    | 3  | 10  | 6   | 19  | 16   | 23    |

## Sumaryczna tabela sezonu 2012/13
| Poz | Klub                         | Mecze | Zw | Rem | Por | Pkt | BrZd | BrStr |
| --- | ---------------------------- | ----- | -- | --- | --- | --- | ---- | ----- |
| 1   | Newell’s Old Boys            | 38    | 21 | 11  | 6   | 74  | 63   | 32    |
| 2   | CA Lanús                     | 38    | 18 | 13  | 7   | 67  | 49   | 24    |
| 3   | River Plate                  | 38    | 17 | 13  | 8   | 64  | 56   | 38    |
| 4   | Racing Club de Avellaneda    | 38    | 17 | 11  | 10  | 62  | 50   | 29    |
| 5   | CA Vélez Sarsfield           | 38    | 17 | 10  | 11  | 61  | 49   | 32    |
| 6   | Arsenal Sarandí Buenos Aires | 38    | 17 | 9   | 12  | 60  | 44   | 44    |
| 7   | Belgrano Córdoba             | 38    | 14 | 17  | 7   | 59  | 36   | 26    |
| 8   | San Lorenzo de Almagro       | 38    | 14 | 16  | 8   | 58  | 46   | 36    |
| 9   | Boca Juniors                 | 38    | 12 | 15  | 11  | 51  | 38   | 49    |
| 10  | CA Argentino de Quilmes      | 38    | 11 | 17  | 10  | 50  | 44   | 45    |
| 11  | Godoy Cruz Antonio Tomba     | 38    | 12 | 13  | 13  | 49  | 36   | 40    |
| 12  | Estudiantes La Plata         | 38    | 12 | 12  | 14  | 48  | 34   | 35    |
| 13  | CA Colón                     | 38    | 11 | 13  | 14  | 46  | 46   | 54    |
| 14  | San Martín San Juan          | 38    | 11 | 10  | 17  | 43  | 52   | 55    |
| 15  | Atlético Rafaela             | 38    | 10 | 13  | 15  | 43  | 41   | 51    |
| 16  | CA All Boys                  | 38    | 10 | 11  | 17  | 41  | 34   | 51    |
| 17  | Independiente                | 38    | 8  | 15  | 15  | 39  | 32   | 41    |
| 18  | Argentinos Juniors           | 38    | 8  | 13  | 17  | 37  | 32   | 50    |
| 19  | CA Tigre                     | 38    | 7  | 13  | 18  | 34  | 38   | 57    |
| 20  | Unión Santa Fe               | 38    | 3  | 15  | 20  | 24  | 33   | 64    |

| Legenda:                                                               |
| Copa Libertadores 2013, Copa Libertadores 2014, Copa Sudamericana 2013 |
| Copa Libertadores 2013, Copa Libertadores 2014                         |
| Copa Libertadores 2013                                                 |
| Copa Sudamericana 2013                                                 |